# Воронья губа
Губа Воронья — залив на севере России в Мурманской области, расположен на западном побережье Кандалакшского залива Белого моря.

## Описание
Находится между островом Волей и мысом Пескунов наволок в северной части Кандалакшского залива. Вытянута с запада на восток. Длина губы порядка 5 км, ширина — 0,4-1,5 км. В западной части губы — остров Воронинский, в восточной — 4 скалы Входные корги. На восточной оконечности — нежилое поселение Белая Губа. С запада в губу впадает река Воронья.

## Перспективы развития
В перспективе (2025 г.) планируется придать статус памятника природы регионального значения для изучения среды обитания промысловых рыб и водоплавающих птиц, сбережения нереста некоторых ценных видов рыб. В пределах данной местности обитают занесенные в Красную книгу РФ и Мурманской области сосудистые растения (калипсо луковичная, пальчатокоренник пятнистый, ладьян трехнадрезный, кокушник комариный, тайник сердцевидный, пололепестник зелёный, волчник обыкновенный).

## Фауна
В районе Вороньей губы можно наблюдать таких птиц, как серый журавль, беркут, орлан-белохвост, серый сорокопут.